# فرانکی کینگ
فرانکی کینگ (انگلیسی: Frankie King؛ زادهٔ ۶ ژوئن ۱۹۷۲) بازیکن بسکتبال اهل ایالات متحده آمریکا است. از باشگاه‌هایی که در آن بازی کرده‌است می‌توان به پانیونیس، فیلادلفیا سونتی‌سیکسرز، آلبا برلین، و لس آنجلس لیکرز اشاره کرد.